# Wankassar
Wankassar (armenisch Վանքասար) ist ein armenisches Kloster in der Region Bergkarabach in Aserbaidschan. Das Kloster befindet sich auf dem Gipfel eines 681 m hohen Berges, oberhalb der Ausgrabungsstätte von Tigranakert, zwischen Martakert und der Ruinenstadt Ağdam.
Das Kloster wurde im 7. Jahrhundert gegründet und besteht heute nur noch aus einer Kapelle und einigen Ruinen. Wankassar bedeutet im Armenischen Bergkloster. Die ebenfalls aus dem 7. Jh. stammende Kapelle hat einen kreuzförmigen Grundriss und wurde aus cremefarbenen Kalkstein errichtet, was Wankassar neben seiner ohnehin exponierten Lage weithin sichtbar macht. Die Kapelle wurde in den 1980er Jahren durch Restaurierungsarbeiten stark verändert. Dabei wurde auch das Kreuzrelief vom Tympanon gekratzt. Während des Bergkarabachkriegs wurde die Kapelle leicht beschädigt und anschließend erneut renoviert.
Bis November 2020 befand sich das Kloster in der Provinz Martakert der de facto unabhängigen Republik Bergkarabach. Nach dem Waffenstillstandsabkommen im Bergkarabachkrieg kam es wieder unter aserbaidschanische Kontrolle.